# NS Hispeed
Az NS Hispeed egy vasúttársaság, mely a Brüsszel–Amszterdam-vasútvonalon fog nagysebességű járatokat üzemeltetni Hollandiában. A társaság a Holland Államvasutak (90%) és a KLM légitársaság együttműködésével jött létre (10%). A cég neve korábban NS Internatinaal volt.

## Járműállomány
Az NS Hispeed az Ansaldobreda, S.P.A. cégtől vásárol 16 nagysebességű villamos motorvonatot a szolgáltatás lebonyolításához.
| Sorozat          | Kép | Típus               | Maximális sebesség | Maximális sebesség | Darabszá                       | Gyártás éve | Megjegyzés                                                      |
| Sorozat          | Kép | Típus               | mph                | km/h               | Darabszá                       | Gyártás éve | Megjegyzés                                                      |
| ---------------- | --- | ------------------- | ------------------ | ------------------ | ------------------------------ | ----------- | --------------------------------------------------------------- |
| 43000 sorozat    |     | villamos motorvonat | 186                | 300                | 2                              | 1997        | A Thalys szolgáltatáshoz                                        |
| DBAG 406 sorozat |     | villamos motorvonat | 199                | 320                | 4                              | 1999        | A nemzetközi InterCity Express szolgáltatáshoz Németország felé |
| V250             |     | villamos motorvonat | 155                | 250                | 16 (még nem álltak forgalomba) | 2008-2010   | A Fyra szolgáltatáshoz                                          |